# Залізо-нікелевий акумулятор
Нікель-залізний акумулятор — лужний акумулятор з електродами із заліза (-) і нікелю (+). Один з основних типів акумуляторів; застосовується в авіації, техніці зв'язку, на електрокарах. Такий акумулятор не містить кадмію і свинцю, що робить його більш безпечним для довкілля, ніж нікель-кадмієві та свинцево-кислотні акумулятори.
Активна маса позитивних пластин складається з гідроксиду нікелю Ni(ОН)3 з домішкою певної кількості графіту для збільшення електропровідності. Активна маса негативних пластин у залізо-нікелевих акумуляторів складається з губчастого заліза FG (порошок відновленого заліза). Для сучасних залізо-нікелевих (ЗН) акумуляторів ККД дорівнює 55-65 %. З точки зору вартості й питомої енергоємності, вони близькі до літій-іонних акумуляторів, а з точки зору саморозряду. ефективності й напруги — до нікель-метал-гідридних. Це досить витривалі акумулятори, стійкі до грубого поводження (перезаряд, глибокий розряд, коротке замикання, термічні удари, вібрації та струси), та з довгим терміном служби. Використовуються для резервного електропостачання там, де можуть бути постійно зарядженими; в такому разі строк їхньої служби може перевищувати 20 років.

## Історія винаходу і застосування
Шведський винахідник Вальдемар Юнгнер винайшов нікель-кадмієвий акумулятор 1899 року. Він проводив досліди із залізом як заміною кадмію, зокрема варіант зі 100 % залізом. Юнгнер виявив, що головною перевагою перед нікель-кадмієвою схемою була низька вартість, але через нижчу ефективність зарядки та більш високе газоутворення, нікель-залізна технологія була визнана неповноцінною і роботи над нею були зупинені. Юнгнер отримав кілька патентів на залізну версію його акумулятора (шведські патенти № 8.558/1897, 10.177/1899, 11.132/1899, 11.487/1899 і німецький патент № 110.210/1899).
Томас Едісон незалежно від Юнгнера у 1901 р. винайшов залізо-нікелевий акумулятор, який застосовував як джерело енергії для таких електромобілів, як «Detroit Electric» і «Baker Electric». Едісон заявляв, що нікель-залізні батареї будуть «значно кращими від акумуляторів, що використовують свинцеві пластини і кислоту». Робота Юнгнера була майже невідомою в США до 1940-х років, коли там було запущено виробництво нікель-кадмієвих акумуляторів. 50-вольтова нікель-залізна батарея була основним джерелом енергії у німецькій ракеті «Фау-2» (спільно з двома 16-вольтовими акумуляторами живлення 4 гіроскопів, у зменшеній версії використовувалася в крилатій ракеті «Фау-1»).
Залізо-нікелеві акумулятори стали менше використовуватися з миті зупинки їхнього виробництва через пожежу на заводі/лабораторії Едісона у 1914 році через погані показники їхньої роботи за низьких температур, поганого утримання заряду (як у NiMH акумуляторів) та високій вартості виробництва, порівняної з кращими герметизованими свинцево-кислотними акумуляторами та до 1/2 вартості NiMH акумуляторів. Але через зростання вартості свинцю в останні роки, через що ціна свинцевих акумуляторів значно зросла, ціни майже зрівнялися.
Акумулятори Едісона вироблялися з 1903 по 1972 рік компанією «Edison Battery Storage Company» в East Orange, штат Нью-Джерсі. Вони були досить прибутковими для компанії. У 1972 компанію було продано корпорації «Exide Battery», яка припинила виробництво у 1975.

## Сучасне застосування
Зараз залізо-нікелеві акумулятори випускаються в Україні, США, Китаї, Угорщині, тощо. В Україні виробником залізо-нікелевих та кадмієво-нікелевих акумуляторів з 1951 року є «Луганський завод лужних акумуляторів».
Здатність цих акумуляторів витримувати часті цикли заряду/розряду пов'язана з низькою розчинністю реагентів в електроліті. Утворення металевого заліза у процесі заряджання довготривале через низьку розчинність Fe3O4. Тривалий процес утворення кристалів заліза зберігає електроди, але також обмежує швидкість роботи: такі акумулятори заряджаються повільно і розряджаються повільно.
Залізо-нікелеві акумулятори довгий час використовувались у європейській гірничо-видобувній промисловості завдяки їхній здатності залишатись в розрядженому стані тривалий час без пошкодження, переносити вібрацію, короткі замикання, високі температури та інші стресові дії. Повторно до них зріс інтерес для застосування у сонячних та вітрогенераторах, сучасному електротранспорті.